# メルツァリオ・A2
メルツァリオ・A2 (Merzario A2) は、メルツァリオが開発したフォーミュラ1カー。1979年のF1世界選手権に投入された。いくつかの文献ではA1Bと呼ばれることもある。前作のA1と密接に関連しているA2は4戦に参加し、2回しか決勝に進むことができなかった移行モデルであった。A2はF1世界選手権に出場するためにメルツァリオが設計した最後のレーシングカーであった。

## 背景
イタリアのレーサー、アルトゥーロ・メルツァリオは1972年から1976年までスクーデリア・フェラーリ、フランク・ウィリアムズ・レーシングカーズ、マーチ・エンジニアリングからF1に参戦した。マーチが1976年の終わりに契約を更新しなかった後、彼は自らのチームをロンバルディア州のカラーテ・ブリアンツァに設立する。1977年シーズンにマーチのカスタマーマシン、761B（シャーシ番号761B/2）で参戦したが、そのマシンは実際には1976年、またはそれ以前の1975年に製造された古いマシンであった。マーチが77年をもってフォーミュラ1への関与を取りやめ、カスタマーマシンのサポートも中止されたため、メルツァリオはF1での活動を継続するため独自のレースカーを設計することにした。最初に製作したマシンは、2台のメルツァリオ・A1であった。1台目のA1/1は、技術的にはマーチ・761Bのレプリカであったが、独自のボディを持っていた。2台目のA1/2は古いマーチ・761BのモノコックにA1/1のボディが装着された物であった。A1は2台とも失敗作であった。1978年シーズン、予選を通過したのは8回であったが、いずれも完走できなかった。マシンはメンテナンスが不十分で、技術的な欠陥のためにレース中に頻繁に故障した。
A1は技術的に時代遅れであった。1978年以降、グラウンド・エフェクト効果のある車の優位性が予見できた。1975年にさかのぼる技術的概念で製作されたA1は、これらの要件を満たしていなかった。1979年シーズンに向けて、メルツァリオは独自のグラウンド・エフェクト・カーを開発した。これがメルツァリオ・A3として発表された。このモデルの運用準備は1979年春まで延期された。メルツァリオは1月に始まったシーズン初戦をA1の小改良版であるA2で戦うこととなった。

## テクノロジー
メルツァリオ・A2は前年のA1/2とほぼ同じであり、1975年または1976年に製造されたマーチ・761Bのモノコック（シャーシ番号761B/2）が使用された。技術的な変更はわずかであった。ノーズ部分には追加のクーラーが装着された。また、ボディのいくつかの部分の形状も変更された。コクピットフェアリングのサイドエアインテイクは省略され、エンジンカバーはA1よりもスリムになった。A2の構造は「かさばらない」と表現された。エンジンはA1同様に自然吸気のコスワースDFVが搭載された。動力はヒューランド FGA400を通して伝達された。

## 配色とスポンサー
メルツァリオのマシンは前年赤く塗られ、その後黒に変更されたが、A2は1979年シーズンのベーストーンとして黄色を塗装され、サイドポッドは黒く塗られた。配色はルノーのマシンを彷彿させた。スポンサーはマールボロ・イタリア、Flor Bath、RETEが付いた。

## レース戦歴
A2は、1979年にアルトゥーロ・メルツァリオが独占的に使用した。開幕戦アルゼンチンでの予選では、メルツァリオはポールシッターのジャック・ラフィット（リジェ）よりも6秒以上遅かった。メルツァリオは予選22番手であった。彼はブラバムのニキ・ラウダ、そしてルノーのルネ・アルヌーの前でスタートした。メルツァリオは最初のラップでドロップアウトした。スタート直後、ジョディ・シェクター（フェラーリ）、パトリック・タンベイ（マクラーレン）、ネルソン・ピケ（ブラバム）、ディディエ・ピローニ（ティレル）らが衝突し、それを避けるためにメルツァリオはコースアウトしたが、その過程で彼はマシンのコントロールを失い、A2はひどく損傷した。クラッシュしたマシンを取り除いた後に再スタートが行われたが、修理は間に合わなかった。続くブラジルと南アフリカでは予選通過することはできなかった。
第4戦のアメリカ西グランプリではチーム初のグラウンド・エフェクト・カーであるA3がデビューした。メルツァリオは予選でA3を使用し、24番手のタイムを出した物のプラクティスの間にA3は不均一なロングビーチサーキットの路面でサスペンションに損傷を受け、短期間の修理はリスクが高すぎると考えられた。そのため、メルツァリオA2で決勝に出場した。14周目にエンジントラブルが発生、そのままリタイアとなった。

## F1における全成績
(key) （太字はポールポジション）
| 年     | チーム       | エンジン               | タイヤ | ドライバー                 | 車番 | 1   | 2   | 3   | 4   | 5   | 6   | 7   | 8   | 9   | 10  | 11  | 12  | 13  | 14  | 15  | ポイント | 順位 |
| ------ | ------------ | ---------------------- | ------ | -------------------------- | ---- | --- | --- | --- | --- | --- | --- | --- | --- | --- | --- | --- | --- | --- | --- | --- | -------- | ---- |
| 1979年 | メルツァリオ | フォード コスワースDFV | G      |                            |      | ARG | BRA | RSA | USW | ESP | BEL | MON | FRA | GBR | GER | AUT | NED | ITA | CAN | USE | 0        | -    |
| 1979年 | メルツァリオ | フォード コスワースDFV | G      | アルトゥーロ・メルツァリオ | 24   | DNF | DNQ | DNQ | DNF |     |     |     |     |     |     |     |     |     |     |     | 0        | -    |

## 参照
1. 1 2 3  Abriss uber die Geschichte des Teams Merzario auf der Internetseite www.f1rejects.com (archivierte Version), abgerufen am 24. Oktober 2017.
2. 1 2  David Hodges: A-Z of Grand Prix Cars 1906-2001, 2001 (Crowood Press), ISBN 1-86126-339-2, S. 170.
3. ↑  Renngeschichte des Autos auf der Internetseite www.oldracingcars.com, abgerufen am 24. Oktober 2017.
4. ↑  Ubersicht uber die einzelnen Exemplare des March 761 auf der Internetseite www.oldracingcars.com (abgerufen am 24. Oktober 2017).
5. ↑  Doug Nye: Das grose Buch der Formel-1-Rennwagen. Die Dreiliterformel ab 1966. Verlagsgesellschaft Rudolf Muller, Koln 1986, ISBN 3-481-29851-X, S. 216.
6. ↑  David Hodges: Rennwagen von A-Z nach 1945, Stuttgart 1993, ISBN 3-613-01477-7, S. 190.

## 備考
1. ↑  メルツァリオ・A1/1BはA2と区別する必要がある。A1/1Bは1978年フランスグランプリでデビューした、1978年シーズンに使用されたメルツァリオ・A1/1のわずかに変更されたバージョンである。